# Färöische Fußballmeisterschaft der Frauen 2007
Die Färöische Fußballmeisterschaft der Frauen 2007 wurde in der 1. Deild genannten ersten färöischen Liga ausgetragen und war insgesamt die 23. Saison. Sie startete am 1. April 2007 und endete am 22. September 2007.
Meister wurde Titelverteidiger KÍ Klaksvík, die den Titel somit zum achten Mal in Folge und zum neunten Mal insgesamt erringen konnten. Absteigen mussten hingegen NSÍ Runavík, die sich vom Spielbetrieb zurückzogen, sowie EB/Streymur nach zwei beziehungsweise fünf Jahren Erstklassigkeit.
Im Vergleich zur Vorsaison verschlechterte sich die Torquote auf 3,98 pro Spiel, was den niedrigsten Schnitt seit 1994 bedeutete. Die höchsten Siege erzielten jeweils am 16. Spieltag B36 Tórshavn durch ein 8:1 im Heimspiel gegen EB/Streymur, was zugleich das torreichste Spiel darstellte, sowie KÍ Klaksvík durch ein 7:0 im Heimspiel gegen AB Argir.

## Modus
Durch die Reduzierung auf sechs Mannschaften in der 1. Deild und dem Rückzug von NSÍ Runavík spielte jedes Team an 16 Spieltagen jeweils vier Mal gegen jedes andere, eine Unterteilung in Vor- und Meisterschafts- beziehungsweise Abstiegsrunde gab es nicht mehr. Die punktbeste Mannschaft zu Saisonende stand als Meister dieser Liga fest, die letzten beiden Mannschaften stiegen in die 2. Deild ab. Bei Punktgleichheit entschied nicht mehr der direkte Vergleich, sondern wie bereits zuvor die Tordifferenz, danach die erzielten Tore.

## Saisonverlauf

### Meisterschaftsentscheidung
Am vierten Spieltag trafen die bis dahin verlustpunktfreien Mannschaften B36 Tórshavn und KÍ Klaksvík aufeinander, wobei B36 im heimischen Stadion mit 1:0 die Oberhand behielt. Da sie jedoch aufgrund der nicht gewerteten Resultate gegen NSÍ Runavík ein Spiel weniger bestritten, konnten sie erst am fünften Spieltag an KÍ vorbeiziehen. Die Führung mussten sie am achten Spieltag wieder abgeben, da sie dann gegenüber KÍ wieder ein Spiel weniger sowie die schlechtere Tordifferenz aufwiesen. Im Rückspiel beider Mannschaften konnte KÍ Klaksvík die Führung durch einen 2:1-Heimsieg verteidigen. Am 13. Spieltag ging das dritte Duell 0:0 aus, am 18. Spieltag 2:2. Da sowohl KÍ als auch B36 Tórshavn gegen alle anderen Mannschaften der Liga keine weiteren Punkte abgaben, waren sie auch vor dem letzten Spieltag punktgleich. Somit sicherte sich KÍ die Meisterschaft durch einen 5:0-Auswärtssieg gegen GÍ Gøta, der 5:2-Auswärtssieg von B36 gegen AB Argir blieb somit ohne Wert.

### Abstiegskampf
Da sich NSÍ Runavík vom Spielbetrieb zurückzog, stand der erste Absteiger somit fest. Der zweite Absteiger wurde zwischen EB/Streymur und AB Argir ermittelt. EB/Streymur holte seinen ersten Punkt am vierten Spieltag beim 2:2 im Heimspiel gegen GÍ Gøta und zog somit zunächst an AB vorbei. Den Vorsprung bauten sie durch einen 3:2-Auswärtssieg gegen AB Argir auf vier Punkte aus. AB hingegen konnte erst am zehnten Spieltag beim 1:1 im Rückspiel gegen EB/Streymur zum ersten Mal punkten. Auch am 14. Spieltag kamen sie im Heimspiel gegen EB/Streymur nicht über ein 0:0 hinaus, der Rückstand betrug zu dem Zeitpunkt bereits fünf Punkte. Am 17. Spieltag folgte jedoch durch ein 5:1 vor heimischer Kulisse gegen GÍ Gøta der erste Sieg. Am 19. Spieltag kam es zum erneuten Aufeinandertreffen mit EB/Streymur, diesmal behielt AB durch einen 1:0-Auswärtssieg die Oberhand und konnte wieder an EB/Streymur vorbeiziehen, das entscheidende Tor schoss Bjørg Syderbø in der 80. Minute. Da der direkte Konkurrent am letzten Spieltag spielfrei blieb, konnte AB Argir somit noch den Klassenerhalt aus eigener Kraft bei einer zunächst um drei Tore besseren Tordifferenz sichern. Aufgrund der 2:5-Niederlage gegen B36 Tórshavn entschieden nun bei exakt gleicher Tordifferenz gegenüber EB/Streymur die drei mehr erzielten Tore zugunsten von AB.

## Abschlusstabelle
| Pl. | Verein             | Sp. | S  | U | N  | Tore    | Diff. | Punkte |
| --- | ------------------ | --- | -- | - | -- | ------- | ----- | ------ |
| 1.  | KÍ Klaksvík (M, P) | 16  | 13 | 2 | 1  | 058:800 | +50   | 41     |
| 2.  | B36 Tórshavn       | 16  | 13 | 2 | 1  | 047:110 | +36   | 41     |
| 3.  | GÍ Gøta            | 16  | 4  | 3 | 9  | 019:450 | −26   | 15     |
| 4.  | AB Argir           | 16  | 2  | 2 | 12 | 019:490 | −30   | 08     |
| 5.  | EB/Streymur        | 16  | 1  | 5 | 10 | 016:460 | −30   | 08     |
| 6.  | NSÍ Runavík 1      | 9   | 1  | 1 | 7  | 010:340 | −24   | 04     |

| (N) | Aufsteiger       |
| (M) | Meister 2006     |
| (P) | Pokalsieger 2006 |

## Spiele und Ergebnisse
|              | AB     | AB     | B36    | B36    | EB/Str | EB/Str | GÍ     | GÍ     | KÍ     | KÍ     | NSÍ    | NSÍ    |
| ------------ | ------ | ------ | ------ | ------ | ------ | ------ | ------ | ------ | ------ | ------ | ------ | ------ |
| AB Argir     |        |        | 0:2    | 2:5    | 2:3    | 0:0    | 3:4    | 5:1    | 1:4    | 0:3    | 01:1 2 | 0-:- 3 |
| B36 Tórshavn | 3:1    | 4:0    |        |        | 3:0    | 8:1    | 3:0    | 5:0    | 1:0    | 0:0    | 06:2 2 | 0-:- 3 |
| EB/Streymur  | 1:1    | 0:1    | 2:4    | 0:2    |        |        | 2:2    | 2:3    | 0:2    | 0:6    | 04:1 2 | 0-:- 3 |
| GÍ Gøta      | 3:1    | 2:1    | 1:2    | 0:2    | 3:3    | 0:0    |        |        | 0:2    | 0:5    | 02:0 2 | 0-:- 3 |
| KÍ Klaksvík  | 7:1    | 7:0    | 2:1    | 2:2    | 6:0    | 3:2    | 4:0    | 5:0    |        |        | 0-:- 4 | 0-:- 3 |
| NSÍ Runavík  | 02:6 2 | 0-:- 3 | 00:2 2 | 0-:- 3 | 03:1 2 | 0-:- 3 | 01:4 2 | 0-:- 3 | 00:8 2 | 0-:- 3 |        |        |

## Torschützenliste
Bei gleicher Anzahl von Treffern sind die Spielerinnen nach dem Nachnamen alphabetisch geordnet.
| Platz | Spieler                 | Mannschaft   | Tore |
| ----- | ----------------------- | ------------ | ---- |
| 1     | Malena Josephsen        | KÍ Klaksvík  | 17   |
| 2     | Rannvá Andreasen        | KÍ Klaksvík  | 14   |
| 3     | Malan á Dunga           | B36 Tórshavn | 14   |
| 4     | Sigrid Jacobsen         | KÍ Klaksvík  | 10   |
| 4     | Ása Dam á Neystabø      | B36 Tórshavn | 10   |
| 6     | Rudi Zachariassen       | EB/Streymur  | 08   |
| 7     | Mary-Ann Isaksen        | GÍ Gøta      | 07   |
| 7     | Heidi Sevdal            | B36 Tórshavn | 07   |
| 9     | Elin Kathrina Haraldsen | AB Argir     | 06   |
| 9     | Hanna I. Højgaard       | GÍ Gøta      | 06   |

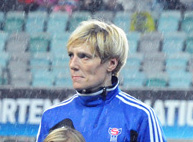
Torschützenkönigin Malena Josephsen

Dies war nach 2005 der zweite Titel für Malena Josephsen.

## Trainer
| Mannschaft   | Trainer             | Spieltage |
| ------------ | ------------------- | --------- |
| AB Argir     | Lennard Petersen    | 1–16      |
| B36 Tórshavn | Allan Dybczak       | 1–16      |
| EB/Streymur  | Jón Harald Poulsen  | 1–16      |
| GÍ Gøta      | Magni Jarnskor      | 1–16      |
| KÍ Klaksvík  | Aleksandar Đorđević | 1–16      |
| NSÍ Runavík  | Aksel Højgaard      | 1–10      |

Während der Saison gab es keinen Trainerwechsel.

## Spielstätten
| Mannschaft   | Stadion        | Spielort   |
| ------------ | -------------- | ---------- |
| AB Argir     | Inni í Vika    | Argir      |
| B36 Tórshavn | Gundadalur     | Tórshavn   |
| EB/Streymur  | Á Mølini       | Eiði       |
| GÍ Gøta      | Sarpugerði     | Norðragøta |
| KÍ Klaksvík  | Við Djúpumýrar | Klaksvík   |
| NSÍ Runavík  | Við Løkin      | Runavík    |

## Schiedsrichter
Folgende Schiedsrichter, darunter auch jeweils einer aus Brasilien und Rumänien, leiteten die 40 ausgetragenen und gewerteten Erstligaspiele:
| Name                    | Stammverein     | Spiele |
| ----------------------- | --------------- | ------ |
| Johan Petur Michelsen   | HB Tórshavn     | 08     |
| Rói Jacobsen            | Fram Tórshavn   | 06     |
| Marner Forná Olsen      | NSÍ Runavík     | 04     |
| Kristian Sofus Petersen | ÍF Fuglafjørður | 04     |
| Alex Troleis            | B68 Toftir      | 04     |
| Berint Andreasen        | LÍF Leirvík     | 03     |
| Eugen Voda              | Skála ÍF        | 03     |
| Bjarki Danielsen        | NSÍ Runavík     | 02     |
| Magnus í Króki          | B36 Tórshavn    | 02     |
| Petur Reinert           | LÍF Leirvík     | 02     |
| Ørvar Jacobsen          | ÍF Fuglafjørður | 01     |
| Thorvald Jacob Petersen | AB Argir        | 01     |

## Die Meistermannschaft
In Klammern sind die Anzahl der Einsätze sowie die dabei erzielten Tore genannt.
| 1. | KÍ Klaksvík |
|    | Rannvá Andreasen (16/14) \| Vivian Bjartalíð (14/5) \| Olga Kristina Hansen (5/3) \| Gerda Heinesen (2/0) \| Malan Heinesen (3/0) \| Liljan Jacobsen (4/0) \| Sigrid Jacobsen (15/10) \| Doris í Garði Joensen (8/1) \| Malena Josephsen (16/17) \| Eina Kalsø (5/1) \| Kate Kalsø (7/0) \| Bára Klakstein (14/2) \| Mariann Maslyk (10/1) \| Paula Mikkelsen (16/1) \| Ann Olsen (3/0) \| Olga Fríðunn Olsen (4/0) \| Ragna Patawary (16/0) \| Elsa Maria Simonsen (14/3) \| Jensa Sirdal (16/0) \| Paula Sjóstein (9/0) \| Tove Sólheyg (1/0) \| Ása Thomsen (3/0) \| Randi Wardum (14/0) ohne Einsatz: Bjørg Klakkstein \| Petra Sjóstein - Trainer: Aleksandar Đorđević |

## Nationaler Pokal
Im Landespokal gewann Meister KÍ Klaksvík mit 3:0 gegen GÍ Gøta und erreichte dadurch das Double.

## Europapokal
2007/08 spielte KÍ Klaksvík als Meister des Vorjahres in der 1. Runde des UEFA Women’s Cup. Im ersten Spiel wurde ein 1:1 gegen ADO Den Haag (Niederlande) erreicht, die nächsten beiden Begegnungen verlor die Mannschaft mit 0:6 gegen Valur Reykjavík (Island) und mit 1:4 gegen FC Honka Espoo (Finnland). Die Gruppe wurde somit auf dem letzten Platz beendet.